# Санмарко, Луи Мариус Паскаль
Луи Мариус Паскаль Санмарко (7 апреля 1912, Мартиг, Франция — 9 октября 2009, Париж, Франция) — французский политический деятель, колониальный администратор. Бывший губернатор (1954—1957), Верховный комиссар (1957—1958) заморской территории Убанги-Шари; а в 1958—1959 гг. — Габона.

## Биография
В 1937—1944 гг. — командующий субдивизионом в Уагадугу, Верхняя Вольта; Дшанге Камерун.
В 1945—1951 гг. — глава региона Нтем в районе Эболова на юге Камеруна.
В 1952—1954 гг. руководит экономическими делами четырёх французских колоний в Африке в Браззавиле.
В 1954—1957 гг. — губернатор заморской теооритории Убанги-Шари, в настоящее время Центрально-Африканская республика.
В 1957—1958 гг. — Верховный комиссар Убанги-Шари.
В 1958—1959 гг. — Верховный комиссар Габона.
В 1960—1976 гг. — президент ASECNA (Агентства по безопасности воздухоплавания в Африке и на Мадагаскаре).
В 1982—1984 гг. — глава камерунского представительства нефтяной компании Elf-Serepca, в те годы являвшейся филиалом корпорации Elf Aquitaine.